# Ridley Park
Ridley Park ist eine Kleinstadt (Borough) in Delaware County (Pennsylvania) und ein Vorort von Philadelphia in der Metropolregion Delaware Valley. Das U.S. Census Bureau hat bei der Volkszählung 2020 eine Einwohnerzahl von 7.186 ermittelt.

## Geographie
Im Osten grenzt Ridley Park an Prospect Park, im Norden, Westen und Süden an Ridley Township.

## Geschichte
Der Ort wurde 1871 gegründet vom Präsidenten einer regionalen Eisenbahngesellschaft. Er stellte einen Landschaftsarchitekten ein, der Ridley Park als Planstadt entwarf. Der Ort zog wohlhabende Bürger umliegender Städte an, die der damals dort grassierenden Malaria ausweichen wollten und den neuen Ort als Sommersitz nutzten. Einige Landwirte verkauften Flächen für den Ort. Daher wurden nach ihnen Straßen benannt.
Ridley Park gehörte anfangs zur Ridley Township und wurde 1887 daraus ausgegliedert.
Beim United States Census 1880 wurde die Einwohnerzahl mit 439 Personen festgestellt.
Beim United States Census 2000 wurde die Einwohnerzahl mit 7196 Personen festgestellt.

## Wirtschaft und Infrastruktur

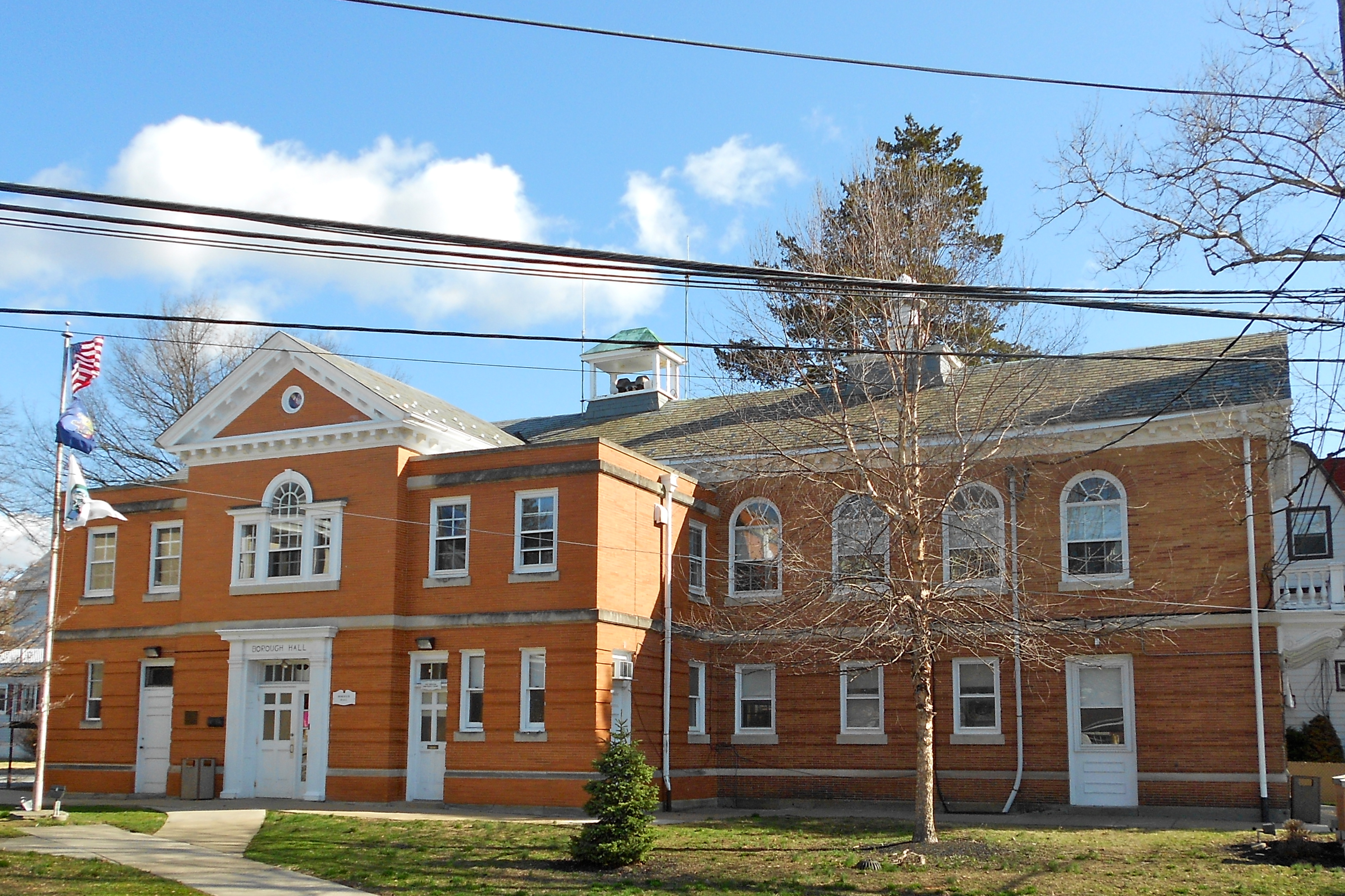
Rathaus

Im Ort gibt es drei Schulen, ein Krankenhaus und eine Polizeistation sowie einen Haltepunkt der Wilmington/Newark Line. Im Feuerwehrhaus der Freiwilligen Feuerwehr befinden sich ein Mannschaftstransportfahrzeug, ein Rettungsfahrzeug und ein Leiterfahrzeug.
Boeing Defense, Space and Security hat einen Standort in Ridley Park.

## Kultur und Sehenswürdigkeiten
Aus der Gründungszeit sind einige Villen im Stil der Viktorianische Architektur erhalten.
Eine Kirche für die Baptisten wurde 1873 gebaut, eine zweite 1893, die einen Bruchsteinbau von 1832 ersetzte. 1913–15 wurde eine Kirche für die Presbyterian Church (U.S.A.) gebaut, die ein Gebäude von 1876 ersetzte und in den 1950ern umgebaut wurde. 1878–80 wurde eine Kirche für die Episkopalkirche der Vereinigten Staaten von Amerika gebaut. 1895–96 wurde die Kirche für die Evangelisch-methodistische Kirche gebaut. Die Maria-Magdalena-Kirche wurde 1907 für die Römisch-katholische Kirche in den Vereinigten Staaten gebaut, die 1964–65 durch einen Neubau ersetzt wurde.

## Persönlichkeiten
- John Morton (1724–1777), Politiker
- Daniel M. Tani (* 1961), Astronaut
- William H. Milliken (1897–1969), Politiker
- Lawrence Gushee (1931–2015), Musikwissenschaftler
- Anthony Wallace (1923–2015), kanadisch-amerikanischer Anthropologe und Historiker
- Joseph Miller Thomas (1898–1979), Mathematiker